# Nutzungsanforderung
Nutzungsanforderungen (englisch User Requirements) beschreiben im Human-Centered Design-Prozess, was ein Produkt oder System aus Sicht eines (potenziellen) Nutzers ermöglichen soll, damit er seine Aufgabe erledigen oder sein Ziel erreichen kann. Nach ISO 9241-11 enthalten sie somit die relevanten Anforderungen an die Usability (d. h. Kriterien für Effektivität, Effizienz und Zufriedenstellung in bestimmten Nutzungskontexten). Sie werden aus Erfordernissen abgeleitet oder aus einem Kontextszenario identifiziert und bilden die Grundlage für das Design und die Usability- und UX-Evaluierung der Produkte.

## Arten von Nutzungsanforderungen
Nutzungsanforderungen können sowohl qualitativ wie auch quantitativ sein.
- Qualitative Nutzungsanforderungen ergeben sich aus den Erfordernissen aus dem Nutzungskontext und bieten die Basis für das grundlegende Design und Konzeption eines Produkts.
- Quantitativ Nutzungsanforderungen können zwar auch aus den Erfordernissen aus dem Nutzungskontext generiert werden, aber auch aus Erfordernissen von Stakeholdern (z. B. Gesetzgeber oder Arbeitgeber) und weiteren Anforderungen.

## Erstellung von Nutzungsanforderungen
Zur Formulierung von Nutzungsanforderungen werden die einzelnen Erfordernisse nach folgenden Elementen untersucht.
- Welche Informationen muss ein Nutzer erkennen können, um sein Ziel zu erreichen?
- Welche Auswahl muss ein Nutzer treffen können, um sein Ziel zu erreichen?
- Was muss ein Nutzer eingeben oder betätigen können, um sein Ziel zu erreichen?

Dabei können mehrere Erfordernisse auf eine Nutzungsanforderung zurückgeführt werden.
Nutzungsanforderungen sind allgemein formuliert und beschreiben eine Aktivität, die ein typischer Nutzer mit einem Produkt ausführen können soll. In der Formulierung sollten spezifische Eigenschaften zur technischen Realisierung vermieden werden. Ebenso sind Nutzungsanforderungen keine Funktionen, sondern bilden die Basis für Funktionen des Produkts.
Die ausformulierten Nutzungsanforderungen haben üblicherweise folgende Formate:
- der Nutzer muss am System XXX erkennen/überblicken/unterscheiden/feststellen können…
- der Nutzer muss am System XXX eingeben können…
- der Nutzer muss am System XXX auswählen können…

Beispiele für ausformulierte qualitative Erfordernisse:
- Der Nutzer muss am System mehrere Fotos als Zusammenstellung ablegen und wiederfinden können.[5]

- Der Autofahrer muss während der Fahrt nachschauen können, wie viele Kilometer er mit der aktuellen Tankfüllung noch fahren kann.[1]

Quantitative Nutzungsanforderungen können anhand der folgenden Faktoren definiert werden:
- Derjenige, der die Anforderung stellt (z. B. Gesetzgeber).
- Die Gruppe oder Gruppen von Benutzern, die diese Anforderung während der Nutzung erfüllen müssen.
- Die Anzahl oder der Prozentsatz der Nutzer, die diese Anforderung erfüllen müssen.
- Die Messgröße, anhand derer die Anforderung bewertet wird (z. B. die Zeit für eine Aufgabe, Fehlerhäufigkeit oder Genauigkeit).
- Die spezifischen Bedingungen des Nutzungskontextes.

Beispiel für ausformulierte quantitatives Erfordernis:
99 % der Nutzer, die regelmäßig Auto fahren, müssen während der Fahrt innerhalb von 5 Sekunden nachschauen können, wie viele Kilometer sie mit der aktuellen Tankfüllung noch fahren können.

## Qualitätskriterien von Nutzungsanforderungen
Die Nutzungsanforderungen müssen nach ISO 9241-210 folgenden Kriterien entsprechen.
- Sie müssen so formuliert sein, dass sie eine spätere Überprüfung des Produktes ermöglichen.
- Sie müssen durch relevante Nutzende oder Stakeholder verifiziert sein.
- Sie dürfen keine Widersprüche aufweisen.
- Falls nötig, sollten sie während des Projektverlaufs aktualisiert werden.

Bestehen Konflikte zwischen zwei Nutzungsanforderungen z. B. zwischen Genauigkeit und Geschwindigkeit, sollte ein Kompromiss unter Einbezug von Nutzer oder Stakeholder gefunden werden.

## Ziele
Durch die Festlegung von Nutzungsanforderungen sollen die Anforderungen identifiziert werden, denen das zu entwickelnde Produkt entsprechen muss. Diese Nutzungsanforderungen fungieren gleichzeitig als Usability-Ziele und dienen als Grundlage für die Evaluierung des Produkts.